# 奈良縣第1區
奈良縣第1區是日本眾議院的一個小選區，設於1994年。範圍包括奈良市的大部分以及生駒市。2016年的選民人數為301,224人。

## 小選舉区選出議員
| 選舉名                 | 年     | 当選者   | 党派       | 選區範圍       |
| ---------------------- | ------ | -------- | ---------- | -------------- |
| 第41屆眾議院議員總選舉 | 1996年 | 高市早苗 | 新進党     | 奈良市、月瀨村 |
| 第42屆眾議院議員總選舉 | 2000年 | 森岡正宏 | 自由民主党 | 奈良市、月瀨村 |
| 第43屆眾議院議員總選舉 | 2003年 | 馬淵澄夫 | 民主党     | 奈良市、月瀨村 |
| 第44屆眾議院議員總選舉 | 2005年 | 馬淵澄夫 | 民主党     | 奈良市         |
| 第45屆眾議院議員總選舉 | 2009年 | 馬淵澄夫 | 民主党     | 奈良市         |
| 第46屆眾議院議員總選舉 | 2012年 | 馬淵澄夫 | 民主党     | 奈良市         |
| 第47屆眾議院議員總選舉 | 2014年 | 馬淵澄夫 | 民主党     | 奈良市         |
| 第48屆眾議院議員總選舉 | 2017年 | 小林茂樹 | 自由民主党 | 奈良市、生駒市 |
| 第49屆眾議院議員總選舉 | 2021年 | 馬淵澄夫 | 立憲民主党 | 奈良市、生駒市 |
| 第50屆眾議院議員總選舉 | 2024年 | 馬淵澄夫 | 立憲民主党 | 奈良市、生駒市 |